# 加藤高明内閣
加藤高明内閣（かとうたかあきないかく）は、貴族院議員、憲政会総裁の加藤高明が第24代内閣総理大臣に任命され、1924年（大正13年）6月11日から1926年（大正15年）1月30日まで続いた日本の内閣。
加藤が1926年（大正15年）1月28日に総理在任のまま死去すると、内務大臣の若槻禮次郞が内閣総理大臣臨時代理として同月30日まで事務を取り扱った。

## 内閣の顔ぶれ・人事

### 内閣発足時
国務大臣
1924年（大正13年）6月11日任命。在職日数418日。
| 職名 | 代               | 氏名             | 氏名             | 出身等                     | 特命事項等                  | 備考                                           |
| --- | ---------------- | ---------------- | ---------------- | -------------------------- | --------------------------- | ---------------------------------------------- |
| 内閣総理大臣 | 24               | 加藤高明         |                  | 貴族院 憲政会 子爵         |                             | 憲政会総裁                                     |
| 外務大臣 | 38               | 幣原喜重郎       |                  | 外務省 男爵                |                             | 初入閣                                         |
| 内務大臣 | 36               | 若槻禮次郎       |                  | 貴族院 憲政会              |                             |                                                |
| 大蔵大臣 | 25               | 濱口雄幸         |                  | 衆議院 憲政会              |                             | 初入閣                                         |
| 陸軍大臣 | 17               | 宇垣一成         |                  | 陸軍中将 （陸大14期）      |                             | 留任                                           |
| 海軍大臣 | 11               | 財部彪           |                  | 海軍大将 （海兵15期）      |                             |                                                |
| 司法大臣 | 28               | 横田千之助       |                  | 衆議院 立憲政友会          |                             | 初入閣 1925年2月5日死亡欠缺                    |
| 司法大臣 | -                | 高橋是清         |                  | 衆議院 立憲政友会          | 臨時兼任 （農商務大臣兼任） | 1925年2月5日兼 1925年2月9日免兼 立憲政友会総裁 |
| 司法大臣 | 29               | 小川平吉         |                  | 衆議院 立憲政友会          |                             | 初入閣 1925年2月9日任                          |
| 文部大臣 | 34               | 岡田良平         |                  | 貴族院 無所属 （無所属団） |                             |                                                |
| 農商務大臣 | 33               | 高橋是清         |                  | 衆議院 立憲政友会          |                             | 1925年4月1日免 立憲政友会総裁                  |
| 農商務大臣 | （農商務省廃止） | （農商務省廃止） | （農商務省廃止） | （農商務省廃止）           | （農商務省廃止）            | 1925年4月1日付                                 |
| 農林大臣 | （農林省未設置） | （農林省未設置） | （農林省未設置） | （農林省未設置）           | （農林省未設置）            | 1925年4月1日設置                               |
| 農林大臣 | 1                | 高橋是清         |                  | 衆議院 立憲政友会          | 商工大臣兼任                | 1925年4月1日任 1925年4月17日免 立憲政友会総裁  |
| 農林大臣 | 2                | 岡崎邦輔         |                  | 衆議院 立憲政友会          |                             | 初入閣 1925年4月17日任                         |
| 商工大臣 | （商工省未設置） | （商工省未設置） | （商工省未設置） | （商工省未設置）           | （商工省未設置）            | 1925年4月1日設置                               |
| 商工大臣 | 1                | 高橋是清         |                  | 衆議院 立憲政友会          | 農林大臣兼任                | 1925年4月1日任 1925年4月17日免 立憲政友会総裁  |
| 商工大臣 | 2                | 野田卯太郎       |                  | 衆議院 立憲政友会          |                             | 1925年4月17日任                                |
| 逓信大臣 | 29               | 犬養毅           |                  | 衆議院 革新倶楽部          |                             | 1925年5月30日免 革新倶楽部総裁                 |
| 逓信大臣 | 30               | 安達謙藏         |                  | 衆議院 憲政会              |                             | 初入閣 1925年5月30日任                         |
| 鉄道大臣 | 5                | 仙石貢           |                  | 衆議院 憲政会              |                             | 初入閣                                         |
| 1. 辞令のある留任は個別の代として記載し、辞令のない留任は記載しない。 2. 臨時代理は、大臣空位の場合のみ記載し、海外出張時等の一時不在代理は記載しない。 3. 代数は、臨時兼任・臨時代理を数えず、兼任・兼務は数える。 |                  |                  |                  |                            |                             |                                                |

内閣書記官長・法制局長官
1924年（大正13年）6月11日任命。
| 職名 | 代 | 氏名     | 氏名 | 出身等        | 特命事項等 | 備考 |
| --- | -- | -------- | ---- | ------------- | ---------- | ---- |
| 内閣書記官長 | 26 | 江木翼   |      | 貴族院 憲政会 |            |      |
| 法制局長官 | 23 | 塚本清治 |      | 内務省        |            |      |
| 1. 辞令のある留任は個別の代として記載し、辞令のない留任は記載しない。 2. 臨時代理は、大臣空位の場合のみ記載し、海外出張時等の一時不在代理は記載しない。 3. 代数は、臨時兼任・臨時代理を数えず、兼任・兼務は数える。 |    |          |      |               |            |      |

政務次官
1924年（大正13年）8月12日設置、任命。
| 職名           | 氏名             | 出身等             | 備考                             |
| -------------- | ---------------- | ------------------ | -------------------------------- |
| 外務政務次官   | 中村巍           | 衆議院／立憲政友会 | 1925年8月3日免                   |
| 内務政務次官   | 片岡直温         | 衆議院／憲政会     |                                  |
| 大蔵政務次官   | 早速整爾         | 衆議院／憲政会     |                                  |
| 陸軍政務次官   | 関和知           | 衆議院／憲政会     | 1925年2月18日免                  |
| 陸軍政務次官   | （欠員）         | （欠員）           | 1925年4月20日まで                |
| 陸軍政務次官   | 降旗元太郎       | 衆議院／憲政会     | 1925年4月20日任                  |
| 海軍政務次官   | 秦豊助           | 衆議院／立憲政友会 | 1925年4月20日免                  |
| 海軍政務次官   | 武内作平         | 衆議院／憲政会     | 1925年4月20日任                  |
| 司法政務次官   | 熊谷直太         | 衆議院／立憲政友会 | 1925年8月3日免                   |
| 文部政務次官   | 鈴置倉次郎       | 衆議院／憲政会     |                                  |
| 農商務政務次官 | 三土忠造         | 衆議院／立憲政友会 | 1925年4月1日免                   |
| 農商務政務次官 | （農商務省廃止） | （農商務省廃止）   | 1925年4月1日付                   |
| 農林政務次官   | （農林省未設置） | （農林省未設置）   | 1925年4月1日設置                 |
| 農林政務次官   | 三土忠造         | 衆議院／立憲政友会 | 1925年4月1日任 1925年8月3日免    |
| 商工政務次官   | （商工省未設置） | （商工省未設置）   | 1925年4月1日設置                 |
| 商工政務次官   | （欠員）         | （欠員）           | 1925年4月20日まで                |
| 商工政務次官   | 秦豊助           | 衆議院／立憲政友会 | 1925年4月20日任 1925年8月3日辞任 |
| 逓信政務次官   | 古島一雄         | 衆議院／立憲政友会 | 1925年6月1日免                   |
| 逓信政務次官   | 頼母木桂吉       | 衆議院／憲政会     | 1925年6月1日任                   |
| 鉄道政務次官   | 俵孫一           | 衆議院／憲政会     |                                  |

参与官
1924年（大正13年）8月12日設置、任命。
| 職名         | 氏名             | 出身等             | 備考                           |
| ------------ | ---------------- | ------------------ | ------------------------------ |
| 外務参与官   | 永井柳太郎       | 衆議院／憲政会     |                                |
| 内務参与官   | 鈴木富士彌       | 衆議院／憲政会     |                                |
| 大蔵参与官   | 三木武吉         | 衆議院／憲政会     |                                |
| 陸軍参与官   | 川崎克           | 衆議院／憲政会     |                                |
| 海軍参与官   | 菅原傳           | 衆議院／立憲政友会 | 1925年8月3日免                 |
| 司法参与官   | 岩崎幸治郎       | 衆議院／立憲政友会 | 1925年8月3日免                 |
| 文部参与官   | 河上哲太         | 衆議院／立憲政友会 | 1925年8月3日免                 |
| 農商務参与官 | 堀切善兵衛       | 衆議院／立憲政友会 | 1925年3月31日免                |
| 農商務参与官 | （農商務省廃止） | （農商務省廃止）   | 1925年4月1日付                 |
| 農林参与官   | （農林省未設置） | （農林省未設置）   | 1925年4月1日設置               |
| 農林参与官   | （欠員）         | （欠員）           | 1925年4月20日まで              |
| 農林参与官   | 黒住成章         | 衆議院／立憲政友会 | 1925年4月20日任 1925年8月3日免 |
| 商工参与官   | （商工省未設置） | （商工省未設置）   | 1925年4月1日設置               |
| 商工参与官   | 堀切善兵衛       | 衆議院／立憲政友会 | 1925年4月1日任 1925年4月20日免 |
| 商工参与官   | 野村嘉六         | 衆議院／憲政会     | 1925年4月20日任                |
| 逓信参与官   | 植原悦二郎       | 衆議院／革新倶楽部 | 1925年8月3日免                 |
| 鉄道参与官   | 古屋慶隆         | 衆議院／憲政会     |                                |

### 内閣改造後

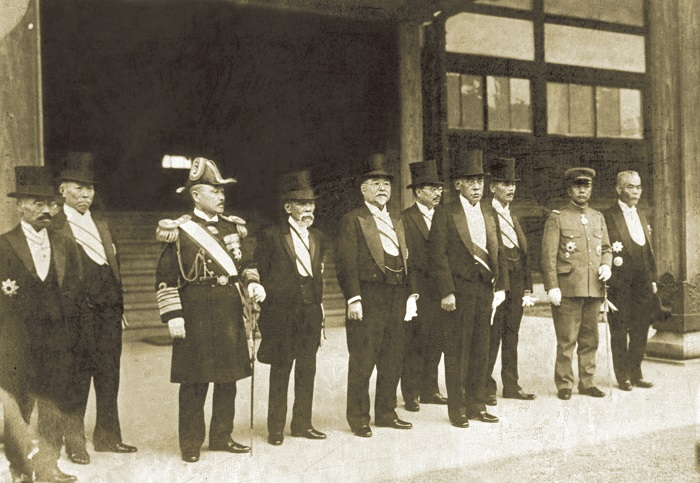
改造内閣発足時に皇居東御車寄せに勢揃いした閣僚の面々

国務大臣
加藤高明改造内閣
1925年（大正14年）8月2日任命。在職日数180日（通算597日）。
若槻内閣総理大臣臨時兼任
1926年（大正15年）1月28日任命。在職日数3日。
| 職名 | 代 | 氏名       | 氏名 | 出身等                     | 特命事項等                | 備考                                         |
| --- | -- | ---------- | ---- | -------------------------- | ------------------------- | -------------------------------------------- |
| 内閣総理大臣 | 24 | 加藤高明   |      | 貴族院 憲政会 子爵         |                           | 留任 1926年1月28日死亡欠缺 憲政会総裁        |
| 内閣総理大臣 | -  | 若槻禮次郎 |      | 貴族院 憲政会              | 臨時兼任 （内務大臣兼任） | 1926年1月28日兼 （憲政会副総裁→） 憲政会総裁 |
| 外務大臣 | 29 | 幣原喜重郎 |      | 外務省 男爵                |                           | 留任                                         |
| 内務大臣 | 36 | 若槻禮次郎 |      | 貴族院 憲政会              | 内閣総理大臣臨時兼任      | 留任 （憲政会副総裁→） 憲政会総裁            |
| 大蔵大臣 | 25 | 濱口雄幸   |      | 衆議院 憲政会              |                           | 留任                                         |
| 陸軍大臣 | 17 | 宇垣一成   |      | 陸軍中将 （陸大14期）      |                           | 留任                                         |
| 海軍大臣 | 11 | 財部彪     |      | 海軍大将 （海兵15期）      |                           | 留任                                         |
| 司法大臣 | 30 | 江木翼     |      | 貴族院 憲政会              |                           | 初入閣                                       |
| 文部大臣 | 34 | 岡田良平   |      | 貴族院 無所属 （無所属団） |                           | 留任                                         |
| 農林大臣 | 3  | 早速整爾   |      | 衆議院 憲政会              |                           | 初入閣                                       |
| 商工大臣 | 3  | 片岡直温   |      | 衆議院 憲政会              |                           | 初入閣                                       |
| 逓信大臣 | 30 | 安達謙藏   |      | 衆議院 憲政会              |                           | 留任                                         |
| 鉄道大臣 | 5  | 仙石貢     |      | 衆議院 憲政会              |                           | 留任                                         |
| 1. 辞令のある留任は個別の代として記載し、辞令のない留任は記載しない。 2. 臨時代理は、大臣空位の場合のみ記載し、海外出張時等の一時不在代理は記載しない。 3. 代数は、臨時兼任・臨時代理を数えず、兼任・兼務は数える。 |    |            |      |                            |                           |                                              |

内閣書記官長・法制局長官
1925年（大正14年）8月2日任命。
| 職名 | 代 | 氏名     | 氏名     | 出身等   | 特命事項等 | 備考              |
| --- | -- | -------- | -------- | -------- | ---------- | ----------------- |
| 内閣書記官長 | 27 | 塚本清治 |          | 内務省   |            |                   |
| 法制局長官 | -  | （欠員） | （欠員） | （欠員） | （欠員）   | 1925年8月10日まで |
| 法制局長官 | 24 | 山川端夫 |          | 外務省   |            | 1925年8月10日任   |
| 1. 辞令のある留任は個別の代として記載し、辞令のない留任は記載しない。 2. 臨時代理は、大臣空位の場合のみ記載し、海外出張時等の一時不在代理は記載しない。 3. 代数は、臨時兼任・臨時代理を数えず、兼任・兼務は数える。 |    |          |          |          |            |                   |

政務次官
1925年（大正14年）8月10日任命。
| 職名         | 氏名       | 出身等                         | 備考 |
| ------------ | ---------- | ------------------------------ | ---- |
| 外務政務次官 | 矢吹省三   | 貴族院／無所属（公正会）／男爵 |      |
| 内務政務次官 | 俵孫一     | 衆議院／憲政会                 |      |
| 大蔵政務次官 | 武内作平   | 衆議院／憲政会                 |      |
| 陸軍政務次官 | 水野直     | 貴族院／無所属（研究会）／子爵 |      |
| 海軍政務次官 | 井上匡四郎 | 貴族院／無所属（研究会）／子爵 |      |
| 司法政務次官 | 本田恒之   | 衆議院／憲政会                 |      |
| 文部政務次官 | 鈴置倉次郎 | 衆議院／憲政会                 | 留任 |
| 農林政務次官 | 小山松寿   | 衆議院／憲政会                 |      |
| 商工政務次官 | 柵瀬軍之佐 | 衆議院／憲政会                 |      |
| 逓信政務次官 | 頼母木桂吉 | 衆議院／憲政会                 | 留任 |
| 鉄道政務次官 | 降旗元太郎 | 衆議院／憲政会                 |      |

参与官
1925年（大正14年）8月10日任命。
| 職名       | 氏名       | 出身等                                                     | 備考 |
| ---------- | ---------- | ---------------------------------------------------------- | ---- |
| 外務参与官 | 永井柳太郎 | 衆議院／憲政会                                             | 留任 |
| 内務参与官 | 鈴木富士彌 | 衆議院／憲政会                                             | 留任 |
| 大蔵参与官 | 三木武吉   | 衆議院／憲政会                                             | 留任 |
| 陸軍参与官 | 溝口直亮   | 貴族院／無所属（研究会）／予備役陸軍少将（陸大20期）／伯爵 |      |
| 海軍参与官 | 伊東二郎丸 | 貴族院／無所属（研究会）／子爵                             |      |
| 司法参与官 | 八並武治   | 衆議院／憲政会                                             |      |
| 文部参与官 | 山道襄一   | 衆議院／憲政会                                             |      |
| 農林参与官 | 高田耘平   | 衆議院／憲政会                                             |      |
| 商工参与官 | 野村嘉六   | 衆議院／憲政会                                             | 留任 |
| 逓信参与官 | 川崎克     | 衆議院／憲政会                                             |      |
| 鉄道参与官 | 古屋慶隆   | 衆議院／憲政会                                             | 留任 |

### 勢力早見表
内閣発足当初
※ 前内閣の事務引継は除く。
| 出身       | 国務大臣 | 政務次官 | 参与官 | その他       |
| ---------- | -------- | -------- | ------ | ------------ |
| 憲政会     | 4        | 5        | 5      | 内閣書記官長 |
| 立憲政友会 | 2        | 5        | 4      |              |
| 革新倶楽部 | 1        | 0        | 1      |              |
| 無所属団   | 1        | 0        | 0      |              |
| 軍部       | 2        | 0        | 0      |              |
| 官僚       | 1        | 0        | 0      | 法制局長官   |
|            | 11       | 10       | 10     |              |

内閣改造後
※ 改造前の事務引継は除く。
| 出身     | 国務大臣 | 政務次官 | 参与官 | その他                   |
| -------- | -------- | -------- | ------ | ------------------------ |
| 憲政会   | 8        | 8        | 9      |                          |
| 研究会   | 0        | 2        | 2      |                          |
| 公正会   | 0        | 1        | 0      |                          |
| 無所属団 | 1        | 0        | 0      |                          |
| 軍部     | 2        | 0        | 0      |                          |
| 官僚     | 1        | 0        | 0      | 内閣書記官長、法制局長官 |
|          | 12       | 11       | 11     |                          |

## 内閣の動き
1922年の高橋内閣の崩壊後、元老会議は当時の二大政党である立憲政友会・憲政会両党ともに、政権与党とするには不適格であるとみなしており、次期総選挙までの間、加藤友三郎内閣、第2次山本内閣、清浦内閣と、非政党員による中間内閣が続いた。最後の清浦内閣は、発足直後に政友会の半数が分裂して政友本党を結党したのに乗じて同党を基盤とし、政権長期化を期して衆議院解散に打って出る。これに反発した政党側は、政憲両党に革新倶楽部を加えた3党が護憲三派を結成、中間内閣を相手に据えて選挙を戦った（第15回衆議院議員総選挙、1924年5月10日投開票）。
結果、護憲三派が衆議院の過半数を獲得、第一党となった憲政会の加藤高明総裁を首相とする護憲三派内閣が6月11日に発足した。
主な政策
- 普通選挙法 - 護憲三派が、政権獲得前から訴えていた政策であり、選挙権から納税額の制限を取り払う（満25歳以上の男性全員に投票権を与える）という意欲的なものであった。これに対しては、枢密院、貴族院、野党政友本党、および政友会内の反主流派の抵抗、反発にあう。組閣直後の立案開始から半年以上をかけて各勢力とのすり合わせが行われ、最終的には両院協議会を経て、1925年3月29日、成立[18]。また、選挙方法として、護憲三派間での選挙区調整を容易にするために、中選挙区制を採用。戦時中の一時期を除いて、政治改革四法成立（1994年）によって小選挙区比例代表並立制に移行するまで、70年近くにわたって継続した[19]。
- 治安維持法 - ソビエト連邦の影響を受けて日本にも共産主義思想が流入し、1922年には第一次共産党（非合法）が結成、1924年の解党後は労働運動への参加と共産主義思想の浸透（組合の細胞化）を進めていた。上述の普通選挙法の導入に対応する形で、共産主義思想の影響を抑える目的で、同法が成立した[20]。
- ソ連との国交樹立 - 日ソ基本条約締結
- 労働争議調停法の制定
- 陸軍2個師団の削減（宇垣軍縮）
- 貴族院改革 - 帝国学士院選出議員の設置、有爵議員定数の削減
- 陸軍現役将校学校配属令、学校教練創設

内閣発足から時が経つにつれ、反藩閥の大連立であった三派の間で仲違いが生ずる。1925年4月17日、政友会の高橋総裁は閣外へ出て、5月14日には党総裁を辞任。あとを継いだ田中義一新総裁は入閣せず。また、革新倶楽部も同時に解党して一部が政友会に入党し、政憲二党連立となる。7月になると政友会は政権離脱を志しており、政友会が求めていた両税委譲に加藤が反対したことが引き金となって閣内不一致が発生、7月31日、加藤内閣は一旦総辞職する。
しかし、西園寺公望元老は再度加藤を首相に奏請し、加藤内閣は憲政会を単独与党として存続する。結局加藤内閣は1926年1月28日に加藤が死去するまで続き、同月30日まで若槻礼次郎内相が首相を臨時兼任したのち総辞職、摂政宮裕仁親王から組閣の大命が若槻に降下して第1次若槻内閣が発足、憲政会内閣は継続することとなる。

### 二度の大命降下と組閣
1925年7月31日、加藤内閣は政友会の連立離脱によって閣内不一致をきたし、総辞職する。同日の内に、連立を離脱した政友会と、野党時代に分裂した政友本党の幹部が会合して、提携を宣言する。憲政会を上回る衆議院第一勢力となって、次期政権の奪取を狙ったのは明らかであった。
しかし、首相奏請の人を担っていた西園寺元老は、政本両党による政変を認めず、再度加藤首相に大命降下、加藤内閣は憲政会単独内閣となって存続する。この頃、唯一の元老となっていた西園寺は、自身を最後に首相奏請権を持つ元老の制度を廃して、民意の支持を得た公党の党首が自動的に首相となる、首相選任の自立化を目指すようになる（憲政の常道）。今回の政変は、政党内閣が護憲三派によって復活してから最初のものであり、議席数いかんでは政本両党の連立が比較第一党になる可能性もあったが、西園寺元老は、加藤首相を再度奏請、民意（選挙の結果）に基づかない多数派工作に基づく政権交代を認めなかった。
加藤内閣は一次か、二次か？
加藤は護憲三派内閣を組織した際と、憲政会単独内閣を組織した際の2度にわたって、摂政宮裕仁親王から組閣の大命を拝している。この2度目の大命降下があった時点で第1次加藤高明内閣は一旦総辞職したものと見なして、同日以後を第2次加藤高明内閣とする見方がかつては支配的だったが、現在の内閣府の公式見解では、この日以後をむしろ改造内閣と考え、加藤高明内閣は1内閣だったとしている。
現行の日本国憲法下では全閣僚が連帯して責任を負う「内閣総辞職」が一つの内閣の区切りとなるが、旧憲法下では慣例として内閣総理大臣が全閣僚の辞表を取りまとめて参内し天皇にこれを奉呈するという形式をとっていた。しかし政局如何によってはこうした辞表が受理されずに差し戻され、その結果内閣が存続することが稀にあった。加藤高明内閣は、大連立与党の護憲三派体制が崩壊したことにより加藤が全閣僚の辞表を取りまとめてこれを奉呈、当初は後継首班について検討もされたが、結局加藤に大命が再降下することになった。ただしその際、奉呈されていた辞表はすべて差し戻されており、この事実をもって加藤高明内閣は存続したとみなすのがこの内閣府の公式見解である。
これと対比されるのが、後年の第2次近衛内閣である。この件では、総理の近衛が松岡洋右外相を更迭しようとしたが、表立って松岡に辞任を要請すると強硬な松岡は逆にこれを拒否して閣内不一致を理由に倒閣を図りかねない状況にあったため、近衛は一旦全閣僚の辞表を取りまとめて奉呈したのち、改めて大命再降下をうけ松岡抜きの第3次近衛内閣を発足させている。この時には辞表の差し戻しがなく、そのために松岡の更迭の前後がそれぞれ別個の一内閣とみなされており、この点が加藤高明内閣の場合と異なっている。

### 政務官
国務大臣を補佐しつつ政府（内閣）と議会との連絡を取ることをその職掌とした、政務次官・参与官の両政務官が置かれたのは1924年（大正13年）8月、護憲三派内閣の時だった。その後も内閣が変わるごとに時の政府が与党とたのむ会派の中から主に若手の議員たちがこれら政務官に任用されていった。
政務官の任命は、通常は新内閣の発足後、数日から数週間程度の日を置いて行われた。またその退任も、次の内閣が発足してそのもとで新しい政務官が任命されるのを待って行われた。このため政務官の在任期間は日付上は二つの内閣にまたがるかたちとなる。しかし政務官はあくまでも政治任用官であり、その時々の政府が独自にこれを選任するので、その職責は彼らを任命した内閣が総辞職した時点で実質的に消滅した。前の内閣が任命した政務官は次の内閣発足後も暫時その職に留まるものの、基本的にその仕事といえば事務の引継ぎのみだった。